# Міністерство оборони СРСР

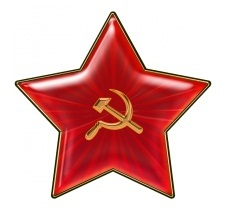
Емблема Міністерства оборони СРСР

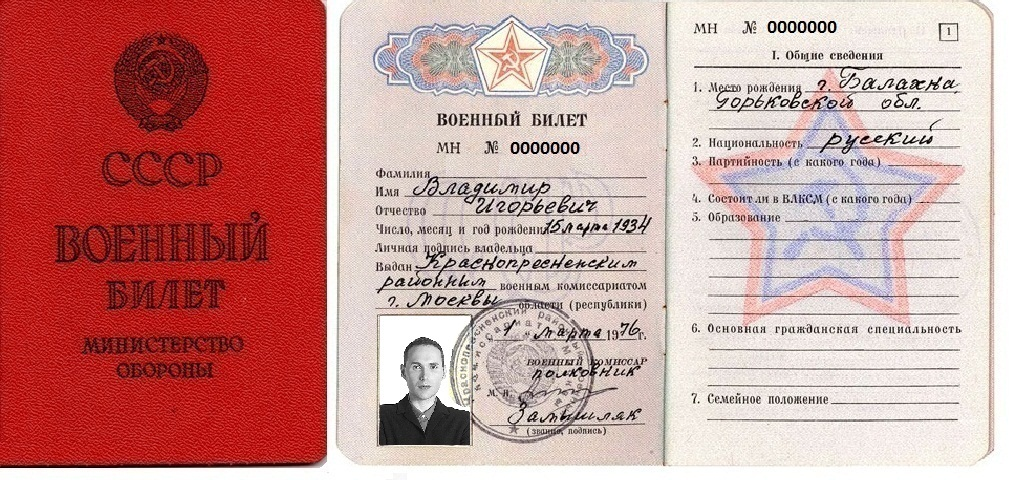
Військовий квиток Міністерства оборони СРСР. 1976

Міністе́рство оборо́ни СРСР (рос. Министерство обороны СССР) — центральний орган державного управління Збройними силами СРСР протягом 1953—1991 років. Міністерство очолював Міністр оборони СРСР, який за посадою входив до складу Політбюро ЦК КПРС.

## Історія
25 лютого 1946 року Народний комісаріат оборони та Народний комісаріат ВМФ були об'єднані у Народний комісаріат Збройних сил СРСР, який вже наступного місяця було перейменовано на Міністерство Збройних сил СРСР. У лютому 1950 року було проведено його розділ на Військове та Військово-морське міністерства СРСР. Нарешті у березні 1953 року відбулося повторне об'єднання цих відомств під назвою «Міністерство оборони СРСР». Міністерство здійснювало управління усіма родами військ СРСР за винятком Прикордонних військ (підпорядковувалися КДБ СРСР) та Внутрішніх військ (підпорядковувалися МВС СРСР).
Після розпаду СРСР та утворення військових відомств у кожній з новостворених країн, 14 лютого 1992 року рішенням глав держав СНД Міністерство оборони СРСР реорганізоване у Головне командування Об'єднаних Збройних сил СНД. З кінця 1993 року цей орган ліквідований, на його базі створено Штаб з координації військового співробітництва держав-учасниць СНД.